# TGV

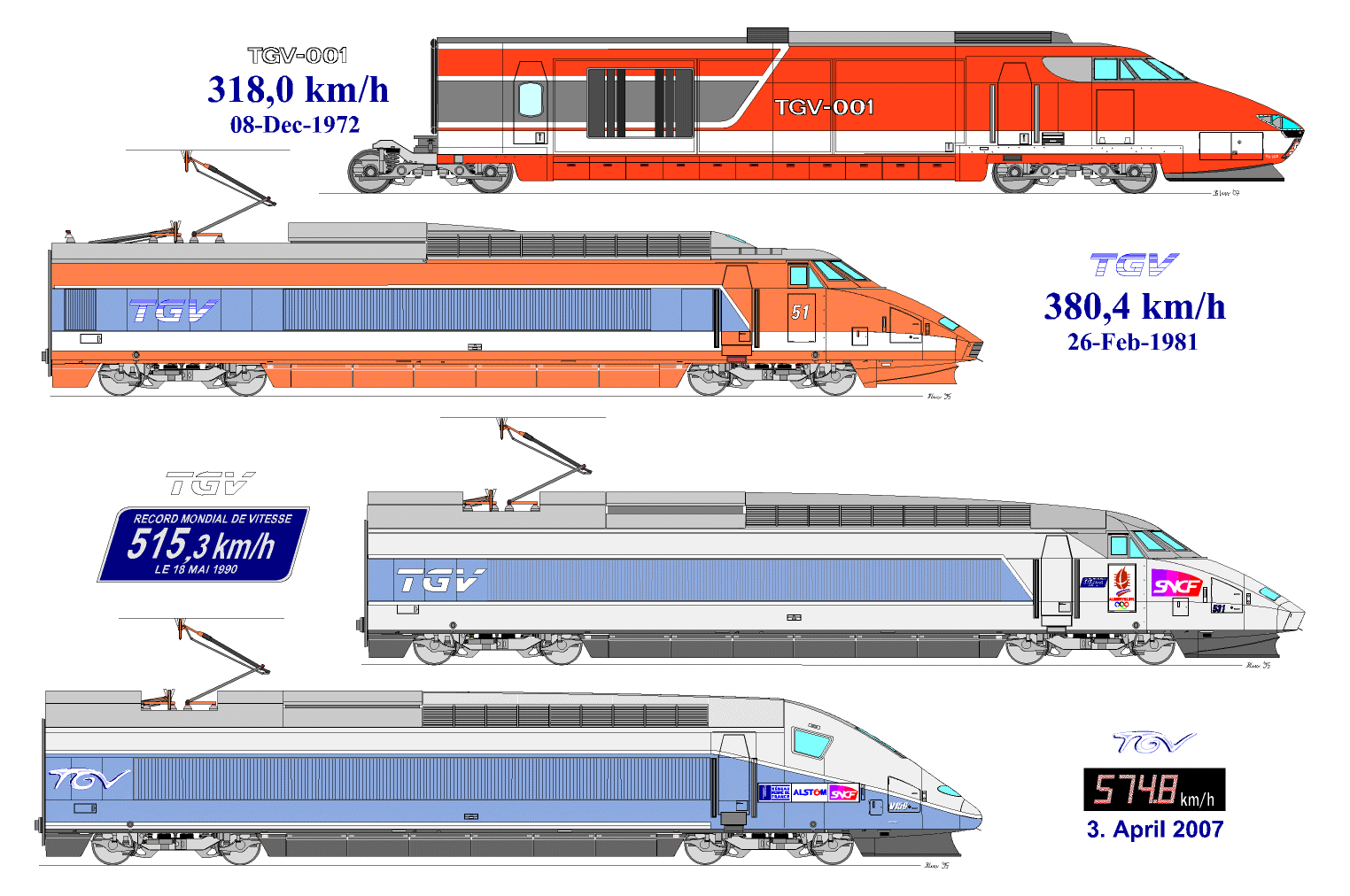
Récords de velocidad ferroviaria logrados por el TGV

TGV (sigla del francés Train à Grande Vitesse -Tren de Alta Velocidad en español-) es la marca utilizada por la compañía de ferrocarriles nacional francesa SNCF para los servicios en las líneas de alta velocidad que opera en Francia. 
La inauguración de estos servicios tuvo lugar con el trayecto entre París y Lyon en 1981. Actualmente la red de TGV conecta París con otras ciudades de Francia y con sus países vecinos. Se dedica principalmente al transporte de pasajeros, aunque existe una versión postal. Entre 1981 y 2013 la red de TGV transportó dos mil millones de pasajeros.
El TGV es uno de los trenes convencionales más veloces del mundo; en algunos tramos opera a velocidades de hasta 320 km/h. Tiene el récord de mayor velocidad en condiciones especiales de prueba cuando el 3 de abril de 2007 superó su propio registro al llegar a los 574,8 km/h en una sección de vía entre París y Estrasburgo de la línea de alta velocidad europea Este.
El éxito de la primera línea favoreció la expansión del servicio, con nuevas líneas construidas hacia el sur, oeste y noreste de Francia. Deseosos de imitar el éxito de la red francesa, algunos países vecinos como Bélgica, Italia o Países Bajos construyeron también sus propias líneas de alta velocidad. Actualmente, las líneas francesas de alta velocidad enlazan con las de Bélgica, Alemania, Países Bajos, Luxemburgo, Italia, Suiza, España e incluso, con las del Reino Unido. Otras redes de alta velocidad utilizan trenes derivados de los TGV (KTX, S100...).

## Características
Son trenes diseñados para circular por líneas de alta velocidad, que disponen de algunas características especiales, como capacidad para alimentar trenes de gran potencia, traviesas y aparatos de vía especiales o sistemas de señalización en cabina que eliminan la necesidad del maquinista de identificar las señales a gran velocidad. También pueden circular por líneas convencionales a menor velocidad.
El TGV ha absorbido una gran cantidad de los desplazamientos nacionales que antes se realizaban en avión, debido a la reducción del tiempo de viaje, especialmente para los trayectos de menos de 3 horas. El viaje en tren se completa en un tiempo menor por la ausencia de tiempos de espera propios de los aeropuertos (facturación, controles de seguridad, embarque, retrasos...). También le beneficia la localización de las estaciones, situadas dentro de las ciudades. Por otra parte, el TGV es un medio de transporte muy seguro, que no ha tenido apenas accidentes al circular por líneas de alta velocidad.

## Historia

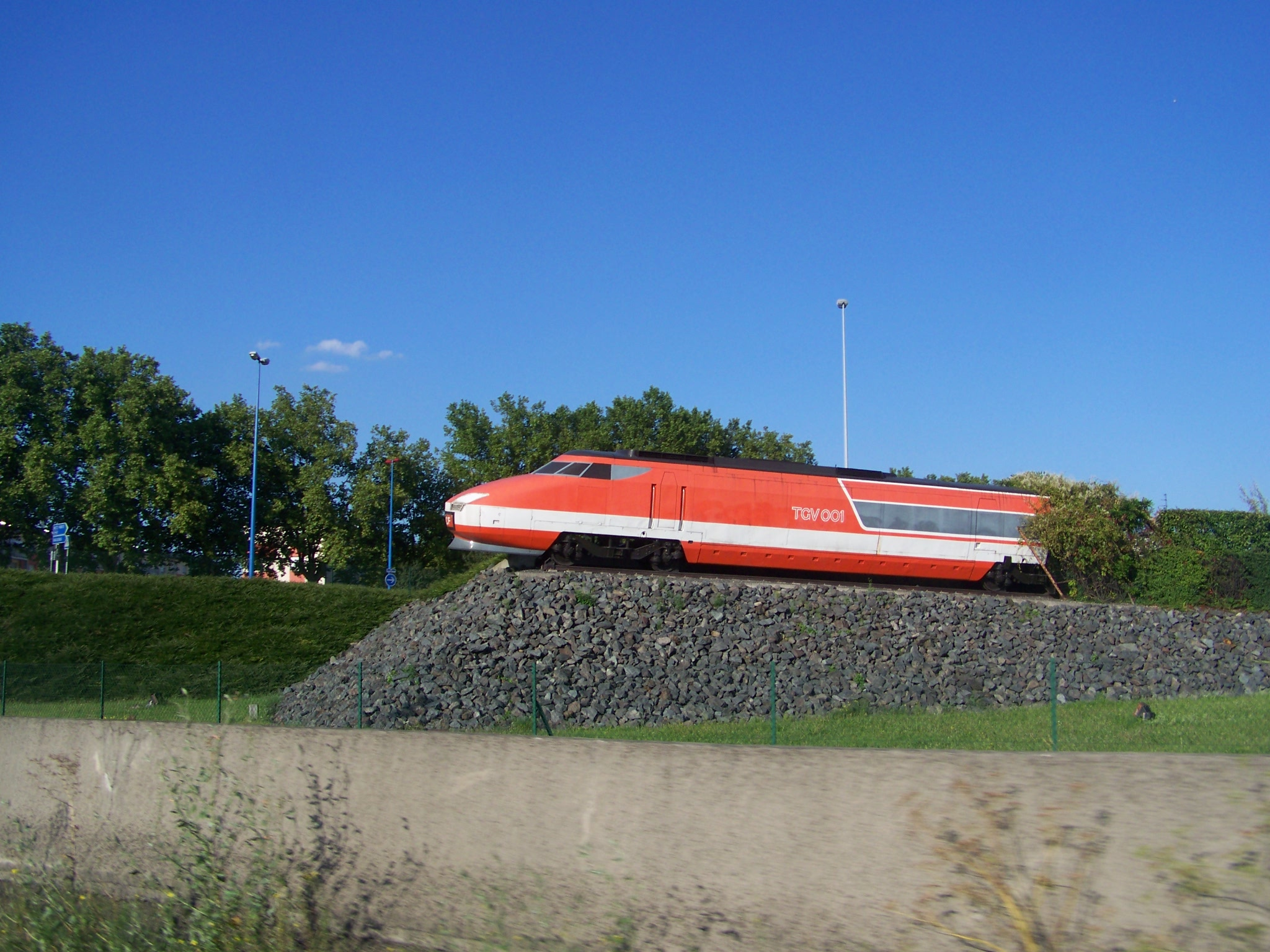
Prototipo TGV 001 de turbinas de gas.

La idea de implantar el TGV fue propuesta por primera vez en los años 1960, después de que Japón hubiese empezado la construcción del Shinkansen en 1959. El japonés Shinkansen fue el primer tren de alta velocidad conectando Tokio con Osaka y se puso en servicio el 1 de octubre de 1964, aproximadamente 17 años antes que los primeros TGV. Al mismo tiempo, el gobierno francés favorecía las investigaciones en nuevas tecnologías, profundizando en campos como la producción del hovercraft o los trenes magnéticos, como el aerotrén. Simultáneamente, SNCF empezó a investigar acerca de la operatividad de trenes de alta velocidad sobre vías tradicionales.
Originalmente estaba planeado que el TGV, entonces acrónimo de très grande vitesse (muy alta velocidad) o turbine grande vitesse (turbina de gran velocidad), estuviese propulsado por locomotoras de gas turboeléctricas. Las turbinas de gas fueron seleccionadas por su reducido tamaño, su buena relación de potencia por peso y la capacidad de administrar una gran salida de potencia durante un largo período. El primer prototipo, el TGV 001 fue el único TGV construido con este tipo de motor, debido a la gran subida en el precio del petróleo durante la crisis energética de 1973, las turbinas de gas fueron calificadas como impracticables y el proyecto dio un giro hacia la electrificación de alta tensión en las líneas del tren. La electricidad iba a ser generada por las nuevas centrales nucleares de Francia.
Sin embargo, el TGV 001 no fue un prototipo inservible. Su turbina de gas turboeléctrica fue solo una de las muchas tecnologías necesarias para los viajes a alta velocidad sobre raíles. También se probaron los frenos de alta velocidad que fueron necesarios para disipar la gran cantidad de energía cinética del tren operando a gran velocidad, así como la aerodinámica para alta velocidad y la señalización. El diseño de este tren tenía los remolques articulados, lo que significa que entre dos remolques, se comparte un bogie. Este modelo alcanzó los 318 km/h y esta velocidad aún permanece como el récord del mundo de velocidad para un tren a turbina de gas. Su interior y exterior fueron diseñados por el británico Jack Cooper, que trabajó en las formas básicas de los siguientes diseños del TGV, incluyendo el afilado morro de los coches de cabina.
Cambiar las especificaciones del TGV para incorporar la tracción eléctrica requirió una significativa revisión en el diseño. El primer prototipo eléctrico, apodado Zebulon, fue terminado en 1974. Se probaron características como el novedoso montaje del motor en la carrocería, los pantógrafos, la suspensión y los frenos. El montaje de los motores en la propia carrocería permitió reducir el peso de los coches motores del tren en unas 3 t. Este prototipo viajó durante más de 1.000.000 km en su periodo de pruebas.

### Proyecto TGV

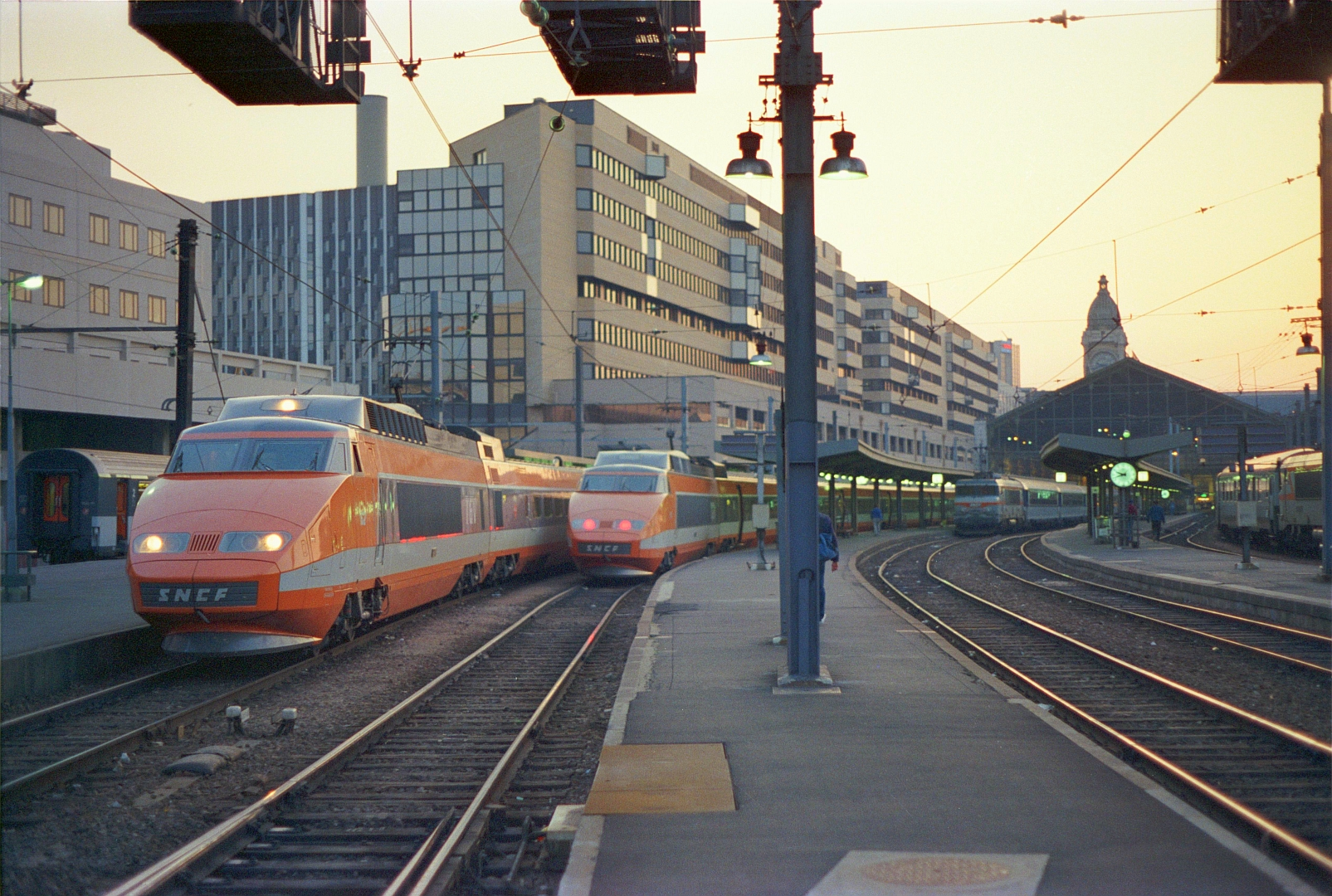
TGV con sus colores originales en 1987.

En 1976 el gobierno francés fundó el proyecto TGV y poco después se comenzó la construcción de la LGV Sud-Est, la primera línea de alta velocidad, la línea se denominó LN1, Ligne Nouvelle 1 (Nueva línea 1). LGV es el acrónimo francés Ligne à Grande Vitesse usado para las Línea de alta velocidad, LAV en castellano.
Tras las dos preproducciones de los trenes, estos fueron rigurosamente probados y sustancialmente modificados, la primera versión para producción se entregó el 25 de abril de 1980. El servicio TGV comenzó a funcionar para el público entre París y Lyon el 27 de septiembre de 1981. Los pasajeros para los que inicialmente estaba destinado este tren eran gente de negocios que necesitaba viajar entre estas dos ciudades. Y como medio de transporte el TGV era considerablemente más rápido que los trenes convencionales, automóviles y aviones. De manera que este tren empezó a volverse popular muy pronto, incluso fuera de su objetivo de mercado inicial. El viaje rápido y práctico entre estas ciudades tuvo una amplia y rápida aceptación en el mercado del transporte de viajeros.
Desde entonces, se han construido nuevas líneas de gran velocidad en Francia, actualmente existen 6 líneas en este país:
- LN1 entre París y Lyon operativa desde 1981.
- LN2 entre París y Tours operativa desde 1989.
- LN3 entre París y Calais y Lille operativa desde 1993.
- LN4 extensión de la LN1 hasta Valence operativa desde 1992 (parte norte) y 1994 (parte sur).
- LN5 extensión de la LN4 hasta Marsella operativa desde 2001.
- LN6 entre París y Estrasburgo operativa desde 2007.

Además hay conexiones con líneas en Bélgica, Países Bajos, Alemania y el Reino Unido.

### Eurostar
El Eurostar comenzó a operar en 1994 uniendo el continente europeo con Londres a través del famoso Eurotúnel con trenes derivados directamente de los TGV. El servicio Eurostar usa la Línea de Alta Velocidad Norte (LN3) en Francia. En el Reino Unido los trenes circularon inicialmente por la vía convencional que une Folkestone con Londres a velocidades muy inferiores a sus posibilidades, y utilizando el tercer carril a 750 V como medio de alimentación. Ante esta realidad el gobierno británico encargó la construcción de una nueva línea de alta velocidad que uniera la salida del Eurotúnel con la ciudad de Londres. La primera fase de esta nueva Línea de Alta Velocidad se inauguró en 2003 reduciendo el tiempo de viaje entre París y Londres en 2.35 h (servicios sin paradas intermedias). La segunda fase del proyecto es el acceso a la ciudad de Londres (casi totalmente subterráneo) y se encuentra operativo desde 2007. Ahora se tardan 2h para unir Londres con Bruselas y 2.15h para unir Londres con la capital gala.
El 28 de noviembre de 2003 el TGV transportó a su pasajero 1 000 000 000, número de viajeros solo superado por el Shinkhansen japonés que alcanzó los 5000 millones de pasajeros en el 2000. Se espera que se alcancen los dos mil millones en 2010.

## Vías

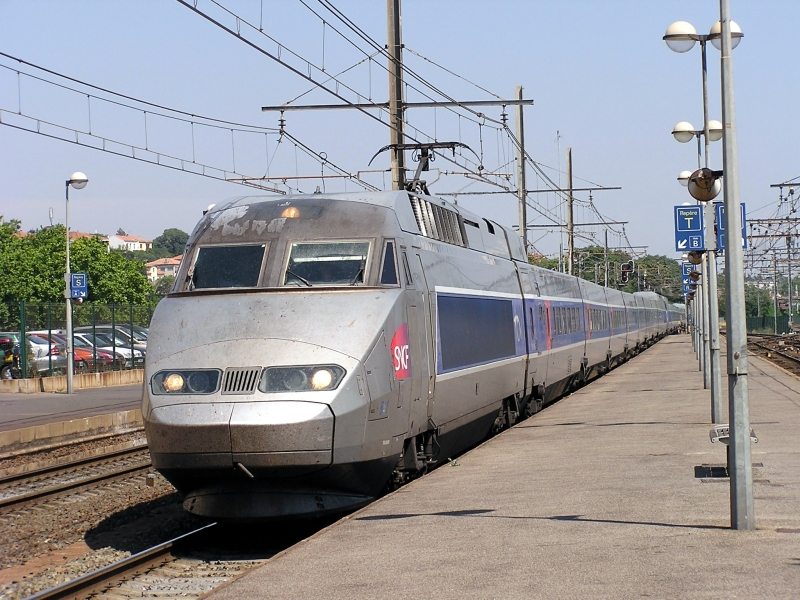
TGV-R entrando en Béziers, Hérault

El TGV circula en líneas de alta velocidad permitiéndole alcanzar velocidades de hasta 320 km/h en las líneas más nuevas. Originalmente, las líneas de alta velocidad estaban definidas como líneas para permitir velocidades mayores de 200 km/h aunque esta directiva fue redefinida para alcanzar los 250 km/h. Los trenes TGV también pueden circular por trazados convencionales aunque para mantener la seguridad en estas líneas, su velocidad máxima es de 220 km/h. Esta es una ventaja del TGV sobre otros trenes, como por ejemplo los trenes de levitación magnética ya que los TGV pueden dar servicio a más destinos aunque no exista una línea específica, actualmente tienen 200 destinos en Francia y alrededores.

### Diseño del trazado
La construcción de las líneas de alta velocidad es bastante similar a la de las líneas tradicionales, pero con una pequeña diferencia, el radio de las curvas es mayor para que los trenes puedan atravesar las curvas a mayores velocidades sin aumentar la fuerza centrífuga que sentirán los pasajeros. El radio de los trazados de alta velocidad históricamente estaba limitado a curvas de más de 4 km de radio pero en las nuevas líneas tienen que tener un radio mínimo de 7 km para los futuros aumentos en la velocidad.
Si la línea únicamente se usa para el tráfico de alta velocidad, las líneas pueden tener pendientes más pronunciadas. Esto facilita la planificación de las líneas de alta velocidad y reduce los costes de construcción. El considerable momento lineal de los trenes TGV a alta velocidad les permite poder ascender por estas pendientes sin un gran incremento en el consumo de energía. También pueden superar los descensos, mejorando la eficiencia del consumo. Las características de la LN1 (Paris-Sud-Est) alcanza pendientes de hasta el 3,5% y trazados como la línea alemana entre Colonia y Fráncfort alcanzan el 4%.
La alineación de las vías es más precisa que en los trazados convencionales y el balasto está colocado más profundamente que en el perfil común, el resultado es un incremento de la carga que pueden soportar las vías y una mejora en la estabilidad. Las vías están ancladas por más traviesas por kilómetro de lo común y todas tienen unas características especiales. El carril es del tipo UIC 60, (60 kg/m) y traviesa de hormigón. El uso de soldadura continua en los carriles en vez de las soldaduras cortas para unirlos aumenta la comodidad del viaje a alta velocidad, evitando el traqueteo que producen las uniones de los raíles en una línea convencional.
El diámetro de los túneles también debe de ser mayor de lo normal, especialmente la entrada; la finalidad de este aumento de diámetro es reducir los efectos de los cambios de presión de aire que pueden ser más problemáticos en los trenes de alta velocidad por las velocidades alcanzadas por el TGV.

### Limitaciones de tráfico
Normalmente, los trenes que no son capaces de alcanzar una alta velocidad no deberían circular por las LAV, líneas reservadas especialmente para los TGV. La justificación para esta restricción es la severa disminución de la capacidad de la línea cuando circulan trenes de diferentes velocidades a la vez, ya que los rápidos alcanzan a los lentos y es necesario detener a los rápidos o dejar mucho espacio entre ellos. El tráfico de mercancías y el de pasajeros en conjunto también constituye un riesgo de seguridad, ya que la carga de los coches de mercancías puede desestabilizarse debido a las turbulencias de aire que acompañan a los rápidos TGV en los cruces. El mantenimiento en las líneas de alta velocidad se realiza por la noche, cuando no hay TGVs en circulación.
Por otra parte las pendientes de estas líneas podrían limitar el peso de los lentos trenes de mercancías, para resolver estos problemas debería aumentarse aún más el radio de las curvas con el incremento de coste asociado.

### Alimentación
Las líneas de alta velocidad de la red TGV están electrificadas con corriente alterna a 25 kV y 50 Hz. Los hilos de la catenaria se mantienen a una tensión mayor que en las líneas normales, ya que el pantógrafo provoca oscilaciones en ellos, y la onda debe viajar más rápido que el tren para evitar producir ondas estacionarias que pudieran causar la rotura del cable. Este fue uno de los problemas que se presentaron cuando se consiguió el récord de velocidad sobre raíles en 1990. La tensión de la catenaria tuvo que incrementarse aún más para permitir al tren velocidades superiores a los 400 km/h, no sin antes también cambiar el transformador-reductor del interior de los coches motores. En los trazados de alta velocidad, solo está en funcionamiento uno de los dos pantógrafos del tren, el trasero es el que está elevado, impidiendo la ampliación de las oscilaciones que provocaría el pantógrafo delantero. La tensión para los motores del coche motor delantero se transfiere mediante un cable de alta tensión que recorre el tren por el techo. Sin embargo, los trenes Eurostar, al ser más largos, no tienen este problema, debido a que las oscilaciones se reducen lo suficiente entre la cabeza y la cola del tren como para que ambos pantógrafos puedan estar alzados con seguridad, evitando de este modo que ese cable de alta tensión atraviese el tren. En las líneas clásicas, al plantearse velocidades mucho menores, no existen los problemas de oscilación, de manera que en las líneas de corriente continua ambos pantógrafos están alzados.
Las diversas series de trenes TGV admiten además varias electrificaciones para poder acceder a las líneas convencionales de diferentes países, que utilizan sistemas diferentes.

### Separación
Las líneas de alta velocidad están cercadas durante todo su trazado para prevenir que animales o personas atraviesen las vías. Los pasos a nivel no están permitidos y los puentes sobre la línea están equipados con sensores que detectan la caída de objetos a las vías.
Todos los cruces de una LAV se producen por pasos a desnivel, ya sea mediante túneles o pasos elevados evitando de este modo la necesidad de cruzar frontalmente el trazado.

## Señalización

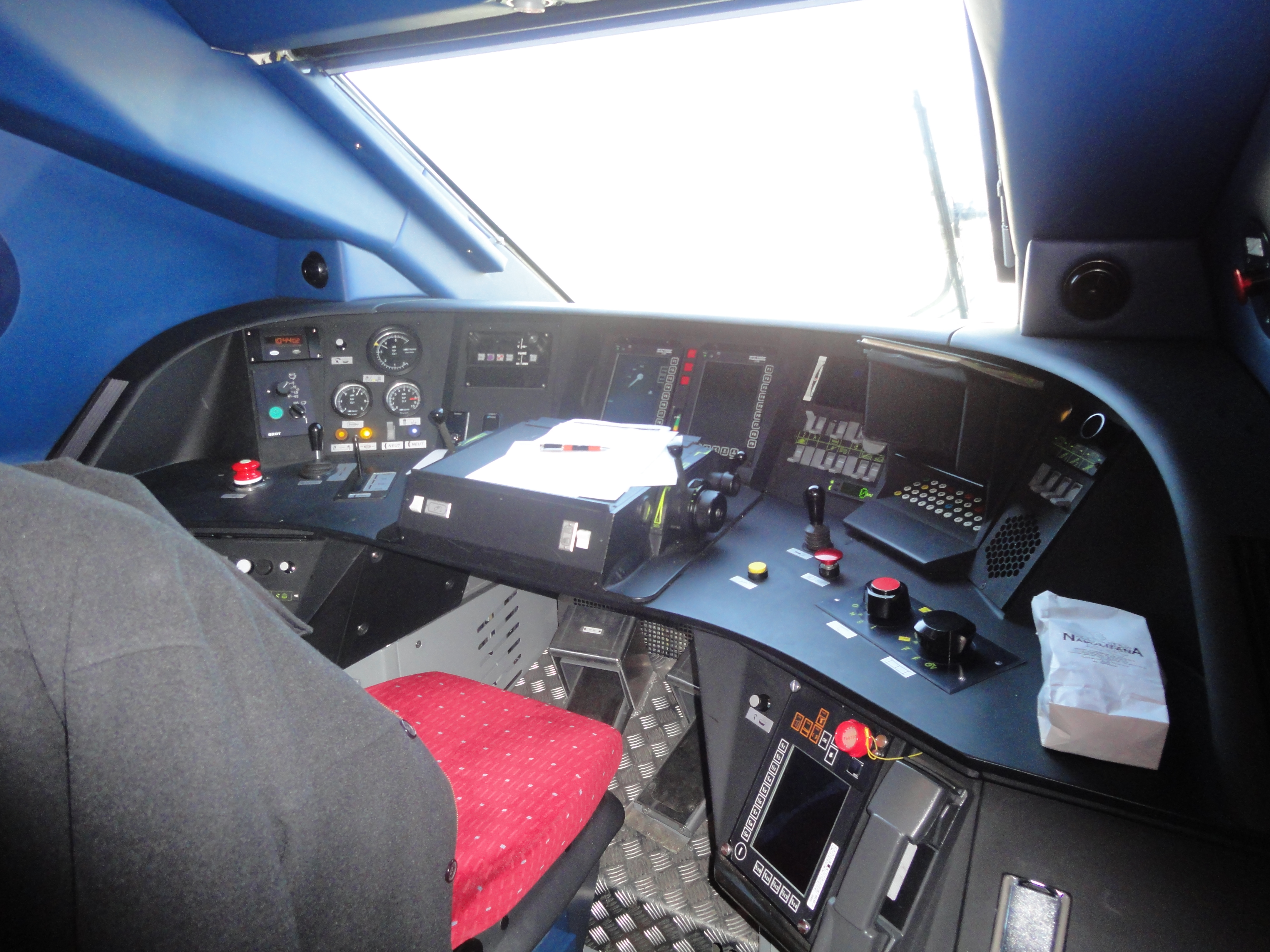
Cabina de un TGV Duplex en Figueras-Vilafant.

Señal del límite de bloque.

Debido a la alta velocidad de los TGV, los maquinistas de estos trenes no son capaces de ver y reaccionar a las señales de ferrocarril como ocurre en las líneas normales. Por eso los TGV incorporan un sistema de señalización en cabina. En la red francesa se utiliza el sistema TVM (Transmission Voie-Machine, o transmisión vía a tren) usado para la señalización de las LAV. La información se transmite al tren mediante la transmisión de pulsos eléctricos a través de circuitos de vía, informando de la velocidad, velocidad máxima o indicaciones de parada y arranque directamente al tablero de mandos de la cabina del tren. Esta automatización no exime al maquinista del control de conducción del tren, pero es un sistema de seguridad que sí puede detener el tren en caso de que el maquinista esté cometiendo un error.
La línea está dividida en bloques de señales cada 1,5 km. Los límites están marcados por unos tableros de fondo azul con un triángulo amarillo. En el tablero de mandos de la cabina se muestra la máxima velocidad permitida para los trenes en el tramo en uso y también la velocidad objetivo basada en el perfil de la línea. La velocidad máxima permitida se determina sobre la base de factores como la proximidad con los trenes de adelante (con un descenso de la velocidad en función del número de bloques de distancia con el tren de adelante), la colocación de los desvíos, restricciones de velocidad, la velocidad máxima del tren y la distancia hasta el final de la línea. Como los trenes normalmente no pueden parar en un único bloque (la distancia de frenado va desde unos cientos de metros a unos pocos kilómetros), los maquinistas son alertados para reducir la velocidad gradualmente durante varios bloques antes del stop requerido.
Existen dos versiones de los sistemas de señalización TVM, el TVM-430 y el TVM-300, que son utilizados en las líneas de alta velocidad del TGV. El TVM-430 es un sistema más nuevo, que fue instalado por primera vez en la LGV Nord del túnel del Canal y Bélgica, y que proporciona a los trenes más información que el TVM-300. Entre otros beneficios, el TVM-430 permite a la computadora de a bordo generar un control continuo de la curva de velocidad en caso de la activación del freno de emergencia, forzando al maquinista a reducir la velocidad con más seguridad sin soltar el freno.
El sistema de señalización normalmente es permisivo: el maquinista del tren puede entrar en un bloque ocupado por otro tren sin obtener ninguna autorización, pero la velocidad en esta situación está limitada a 30 km/h y si la velocidad supera los 35 km/h los frenos de emergencia se activan hasta que el tren se pare. Si el tablero de mandos ha marcado la entrada al bloque con el código Nf, no se permite la entrada al bloque y el conductor deberá obtener una autorización desde el PAR (Poste d'Aiguillage et de Régulation, Centro de control de señalización) antes de entrar. Una vez que la circulación está habilitada o el PAR ha aceptado la autorización se enciende una lámpara blanca sobre el tablero para informar al maquinista. Este confirma la autorización usando un botón en el panel de control del tren. Esto desactiva la frenada de emergencia que se produciría al pasar por el circuito de vía adyacente al bloque de paso no permitido.
Cuando los trenes entran o salen de las LAV desde las líneas clásicas, el tren pasa sobre un circuito de vía que automáticamente cambia un indicador del tablero del maquinista para activar el sistema de señalización apropiado. Por ejemplo, un tren saliendo de una LAV a una línea clásica debería desactivar su sistema de señalización TVM y activar el tradicional sistema francés KVB (Contrôle Vitesse par Balise, Control de velocidad por baliza).
Los TGV también incorporan otros sistemas de seguridad, propios de aquellos países en donde se efectúan instalaciones.

## Estaciones
Una de las principales ventajas del TGV sobre otras tecnologías de transporte rápido sobre raíles como los trenes de levitación magnética es que los TGVs tienen la ventaja de las infraestructuras ya existentes. Esto permite conectar los centros de las ciudades (como París-Gare de Lyon a Lyon Perrache) realizando un mínimo gasto económico en las estaciones; Los TGVs a menudo usan vías interurbanas y estaciones construidas para trenes de velocidad lenta.
Sin embargo, los diseñadores de las rutas de alta velocidad han tenido cuidado de construir nuevas estaciones en áreas suburbanas o en zonas periféricas de las ciudades. Esto permite a los TGVs parar sin incurrir en una gran penalización de tiempo. En algunos casos, las estaciones han sido construidas a medias entre dos comunidades. Las estación que sirve a Montceau-les-Mines y Le Creusot es un ejemplo de este enfoque y otro ejemplo más controvertido es la estación de Haute Picardie (Alta Picardía), entre Amiens y San Quintín. La prensa y las autoridades locales criticaron que Haute Picardie estaba demasiado lejos para la conveniencia de la población y demasiado lejos de las conexiones ferroviarias para ser útil a los pasajeros. La estación fue llamada la gare des betteraves traducido como estación de las remolachas porque está rodeada por campos de remolacha. Este apodo se aplica ahora a las estaciones que están en condiciones similares, por la lejanía del centro de las ciudades independientemente de que estén rodeadas por campos de cultivo de remolacha o no.
Pero también han sido construidas un gran número de nuevas estaciones para los servicios del TGV, algunas de ellas son grandes logros arquitectónicos. La estación del TGV de Aviñón, inaugurada en 2001 ha sido una de las que más alabanzas ha recibido de toda la red, con una espectacular cúpula de cristal de 340 m que ha sido comparada con una catedral.

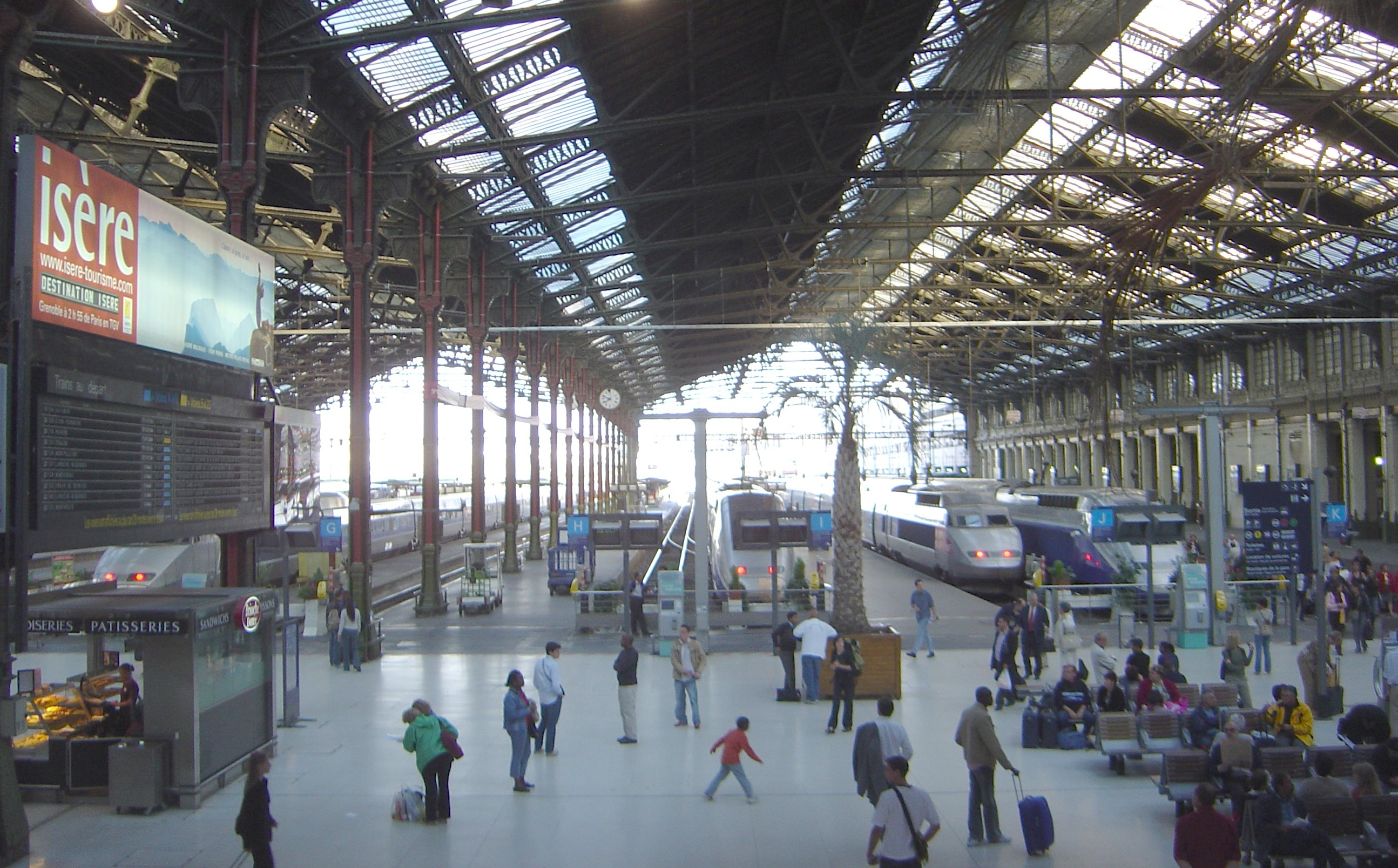
Estación de París-Lyon
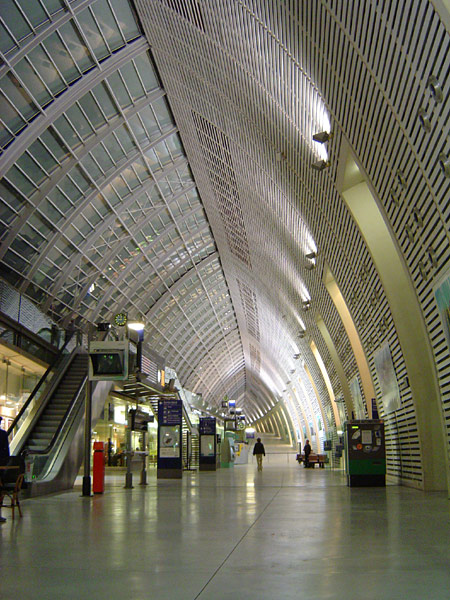
Estación de Aviñón
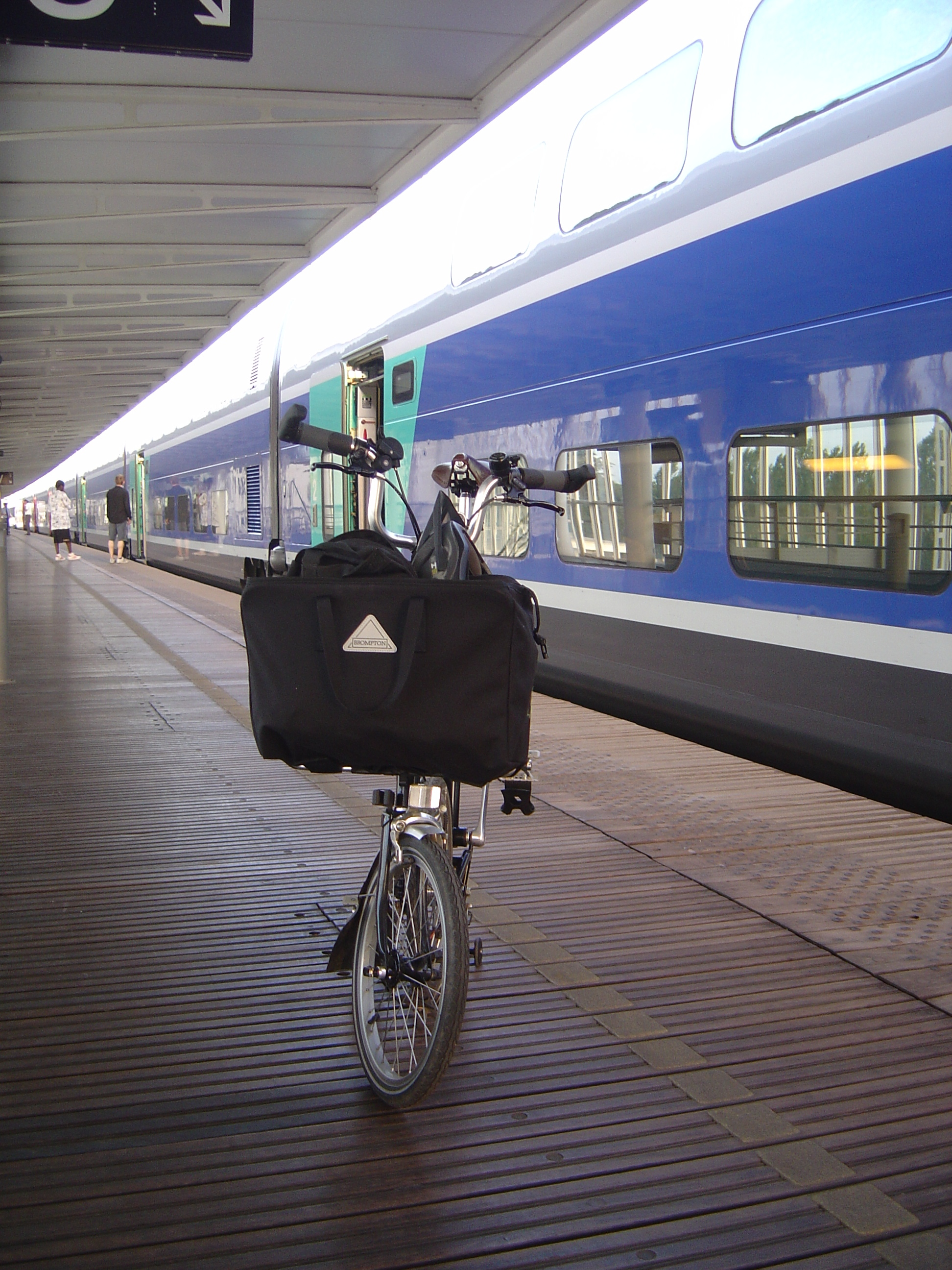
Andén de la estación de Aviñón con Brompton

## Material rodante

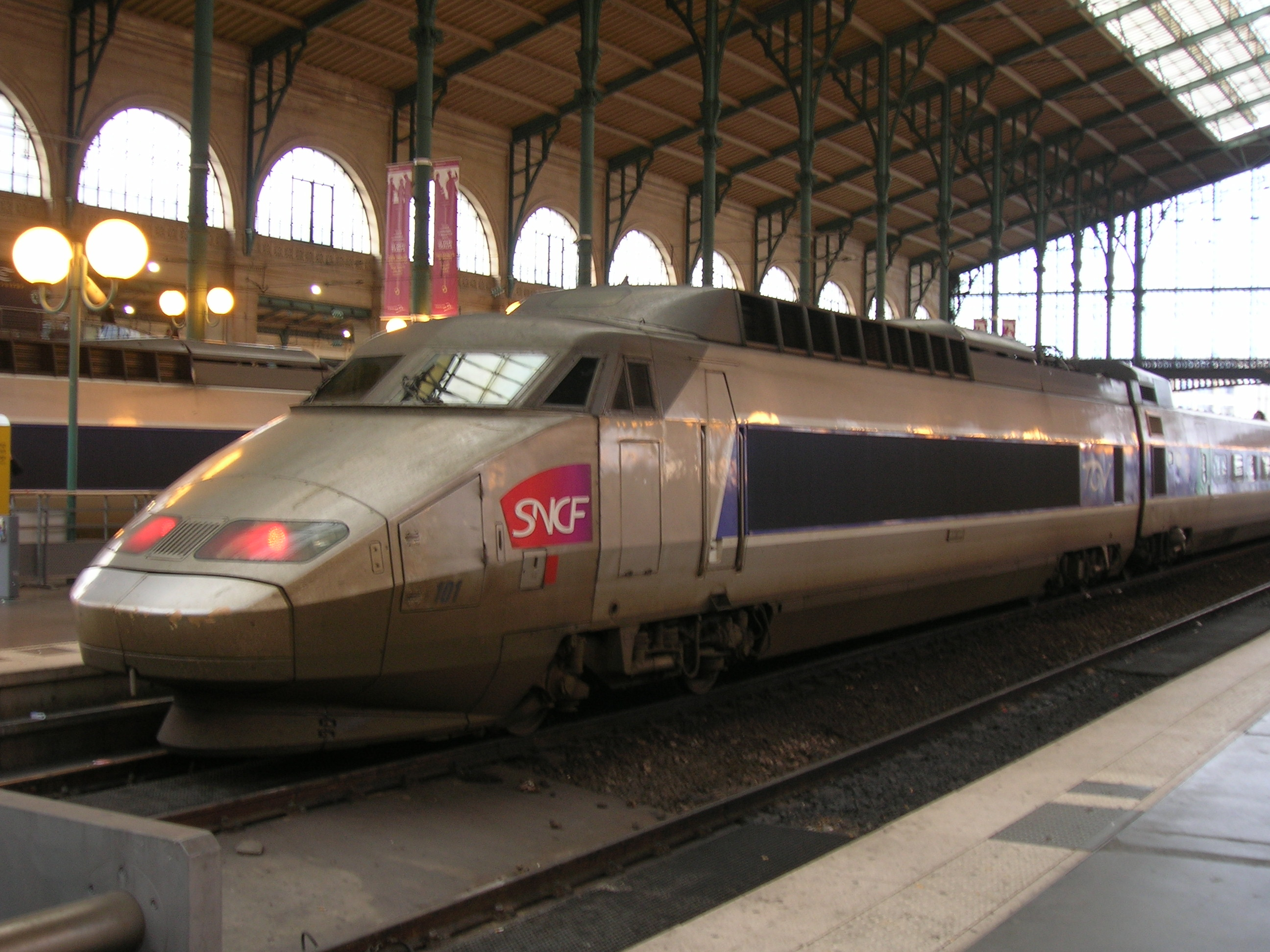
Un TGV en París.

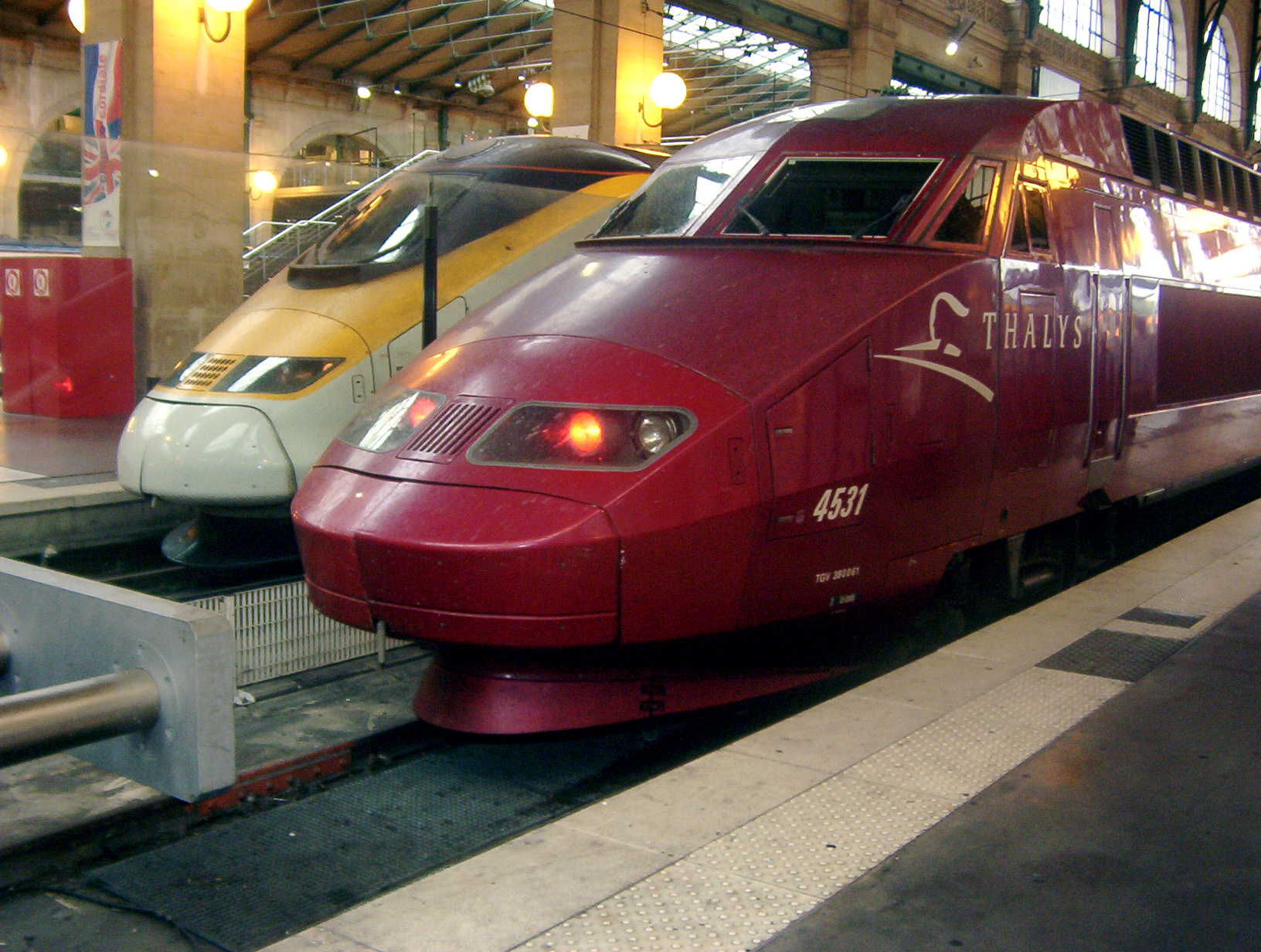
Eurostar y Thalys cara a cara en París.

Artículo principal: Anexo:Trenes TGV
Los coches del TGV se diferencian de otro tipo de trenes en que están unidos de manera semipermantente. Los bogies están situados entre dos coches, disponiendo cada uno de ellos de dos bogies en los extremos y cada bogie es compartido con otro coche, excepto en el caso de los coche motores de cabeza y de cola, que además del bogie compartido tienen uno propio. Por lo tanto tienen n+1 bogies, siendo n el número de coches que dispone el tren.
Este diseño utilizado hace más de 60 años por Talgo en sus trenes articulados tiene múltiples ventajas, durante un descarrilamiento el coche motor que es el primero de la composición y se mueve independientemente de los remolques de pasajeros se mantendrá sin volcar con este sistema, en los trenes normales puede romperse el enganche y que los primeros coches vuelquen o salgan en cualquier dirección.
Una desventaja de este diseño es la dificultad para separar la composición, mientras los coches motores del TGV pueden ser desenganchados del resto del tren y trasladados por otros trenes mediante acoples especiales entre el gancho de husillo, y el scharfenberg, los coches deben ser desmontados de los trenes con un sistema que levante el tren completo de una vez. Una vez desemparejados cada uno de los coches se queda con un único bogie impidiendo que pueda remolcarse por las vías.
SNCF opera una flota de unos 400 TGV. Existen 7 tipos de TGV o derivados del TGV que actualmente operan en la red ferroviaria francesa; TGV Sud-Est (pasajeros y variedad postal La Poste), TGV Atlantique, TGV Réseau, Thalys PBA, Eurostar, TGV Duplex y Thalys PBKA, y un séptimo tipo, TGV POS (que unirá Francia con el sur de Alemania) está actualmente en pruebas.
Todos los TGV son al menos bi-tensión, que significa que pueden operar a 25 kV 50 Hz CA en las líneas nuevas (LAV) y a 1,5 kV CC en las líneas antiguas. Los trenes que cruzan la frontera de Alemania, Suiza, Bélgica, Países Bajos y Reino Unido son tritensión, o politensión para poder circular pos las líneas extranjeras. En el caso de Italia y Bélgica, los Thalys y TGV que circulan por esos países van equipados con una mejora en el transformador principal de los coches motores que les permite utilizar los 3 Kv CC de las líneas de ambos países, y los que circulan por Suiza, o Alemania, van equipados con un transformador especial que permite además de éstas tres tensiones, los 15 Kv 16 (2/3) Hz de esos países. Todos los TGV están equipados con dos pares de pantógrafos, dos para las tensiones alternas y otros dos para las tensiones continuas. Las ramas especiales para circular por Suiza, llevan pantógrafos de gálibo suizo, es decir, más pequeños, para poder adaptarse a los muchos túneles de la red suiza.
Cuando pasan entre áreas de diferentes tensiones, la cabina, recuerda al maquinista que desactive la potencia de los motores de tracción, que baje los pantógrafos, ajuste en cabina el sistema de tensión adecuado y que eleve de nuevo los pantógrafos.
Los pantógrafos, así como el control de su altura se seleccionan automáticamente de acuerdo en el sistema de tensión elegido por el maquinista. Una vez que el tren detecta en sus transformadores que el suministro es correcto, se indica en cabina mediante una luz y el maquinista puede dar tensión nuevamente a los motores de tracción.
| Tipo de equipamiento     | Velocidad máxima                                      | Plazas sentadas | Longitud           | Ancho           | Peso (vacío) | Potencia (a 25 kV) | N.º de ejes motores |
| ------------------------ | ----------------------------------------------------- | --------------- | ------------------ | --------------- | ------------ | ------------------ | ------------------- |
| TGV Sud-Est              | 270 km/h (168 mph) Rehabilitados a 300 km/h (186 mph) | 345             | 200,2 m (657 pies) | 2,81 m (9.2 ft) | 385 t        | 6.450 kW           | 12                  |
| TGV Atlantique           | 300 km/h (186 mph)                                    | 485             | 237,5 m (780 ft)   | 2,90 m (9.5 ft) | 444 t        | 8.880 kW           | 8                   |
| TGV Réseau               | 320 km/h (199 mph)                                    | 377             | 200 m (656 ft)     | 2,90 m (9.5 ft) | 383 t        | 8.880 kW           | 8                   |
| Eurostar Three Capitals  | 300 km/h (186 mph)                                    | 794             | 393,7 m (1,293 ft) | 2,81 m (9.2 ft) | 752 t        | 12.240 kW          | 12                  |
| Eurostar North of London | 300 km/h (186 mph)                                    | 596             | 318,9 m (1,033 ft) | 2,81 m (9.2 ft) | 665 t        | 12.240 kW          | 12                  |
| TGV Duplex               | 320 km/h (199 mph)                                    | 512             | 200 m (656 ft)     | 2,90 m (9.5 ft) | 380 t        | 8.880 kW           | 8                   |
| Thalys PBKA              | 320 km/h (199 mph)                                    | 377             | 200 m (656 ft)     | 2,90 m (9.5 ft) | 385 t        | 8.880 kW           | 8                   |
| TGV POS                  | 320 km/h (199 mph)                                    | 361             | 200 m (656 ft)     | 2,90 m (9.5 ft) | 383 t        | 9.600 kW           | 8                   |

### TGV Sud-Est

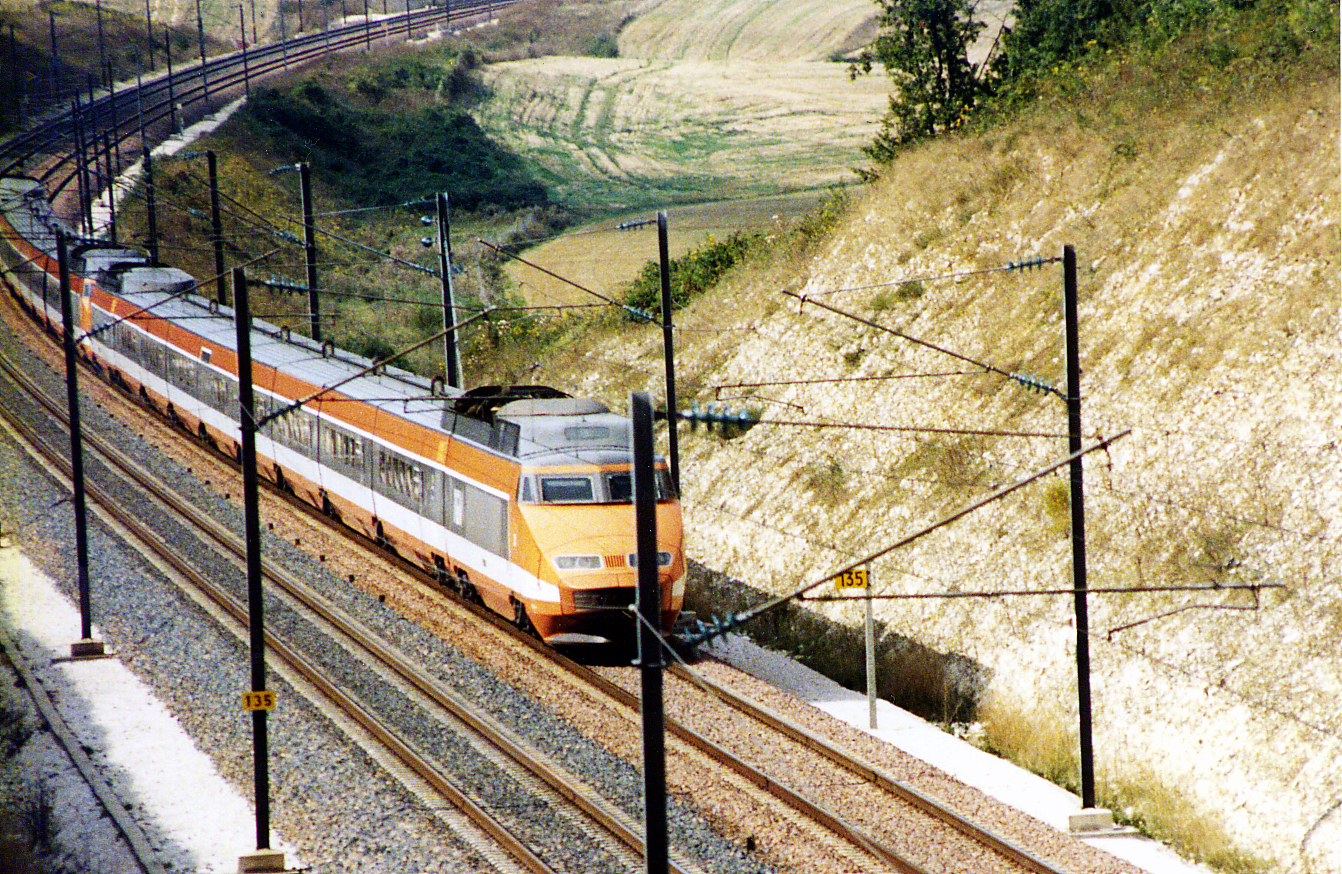
Una composición del TGV Sud-Est con sus colores originales.

La flota Sud-Est fue construida entre 1978 y 1988 con el objetivo de encargarse del primer servicio del TGV, que comenzó a funcionar entre París y Lyon en 1981. Actualmente hay 107 unidades de pasajeros operativas, de las cuales, nueve son tri-tensión (la tercera tensión son los 15 kV, 16 2/3 Hz CA para las líneas suizas) y el resto bi-tensión. Hay también 7 composiciones bi-tensión sin asientos preparadas para transportar correo postal para La Poste entre París y Lyon. Estos trenes son bastante peculiares, debido en parte a sus colores amarillentos.
Cada configuración consta de 2 cabezas tractoras y 8 remolques de pasajeros con 345 plazas sentadas. Con un bogie con tracción en cada uno de los coches adyacentes a las cabezas. Miden 200 m de longitud y 2,81 m de ancho, su peso es de 385 ton y tienen una potencia de salida de 6450 kW a 25 kV de tensión.
Inicialmente, este modelo fue construido para viajar a 260-270 km/h, pero la mayoría fueron actualizados para los 300 km/h durante su restauración a mitad de vida, preparándolos para la apertura de la LGV-Mediterranée. Unas pocas configuraciones que aún mantienen la velocidad máxima de 270 km/h operan en esas rutas, que en comparación con una LAV, suponen una distancia relativamente corta, como es el caso del enlace con Suiza a través de Dijón. SNCF no cree que deba realizarse un desembolso económico destinado a la actualización de estos modelos, ya que el aumento de la velocidad apenas reduciría el tiempo de viaje.

### TGV Atlantique
La flota del TGV Atlantique (TGV-A) fue construida entre 1988 y 1992, consta de 105 composiciones bi-tensión que fueron construidas para la LAV Atlantique que entró en servicio en 1989. Estas composiciones miden 237 m de longitud y tienen un ancho de 2,9 m. Su masa es de 444 tm, están compuestas por dos cabezas motrices y diez remolques de pasajeros con una capacidad de 485 plazas sentadas. Fueron construidos para alcanzar una velocidad máxima de 300 km/h y ofrecen una potencia de 8.800 kW bajo una tensión de 25 kV.
La unidad 325 con una serie de modificaciones consiguió el 18 de mayo de 1990 el récord de velocidad del mundo en la nueva LAV antes de su inauguración. Entre las modificaciones había varias mejoras aerodinámicas, ruedas de mayor diámetro, un sistema de frenado mejorado para habilitar los tests de velocidad sobre los 500 km/h. La composición fue reducida a 2 cabezas motrices y 3 remolques de pasajeros para aumentar la relación de potencia/masa, siendo la masa de esta composición de 250 ton. Los tres remolques, incluido el coche bar en el centro es la composición mínima posible por la forma en la que están articulados. Para alcanzar este récord también se aumentó la tensión en la catenaria, y también la tensión del hilo de la catenaria para que el convoy tuviese una mayor potencia.

### TGV Réseau

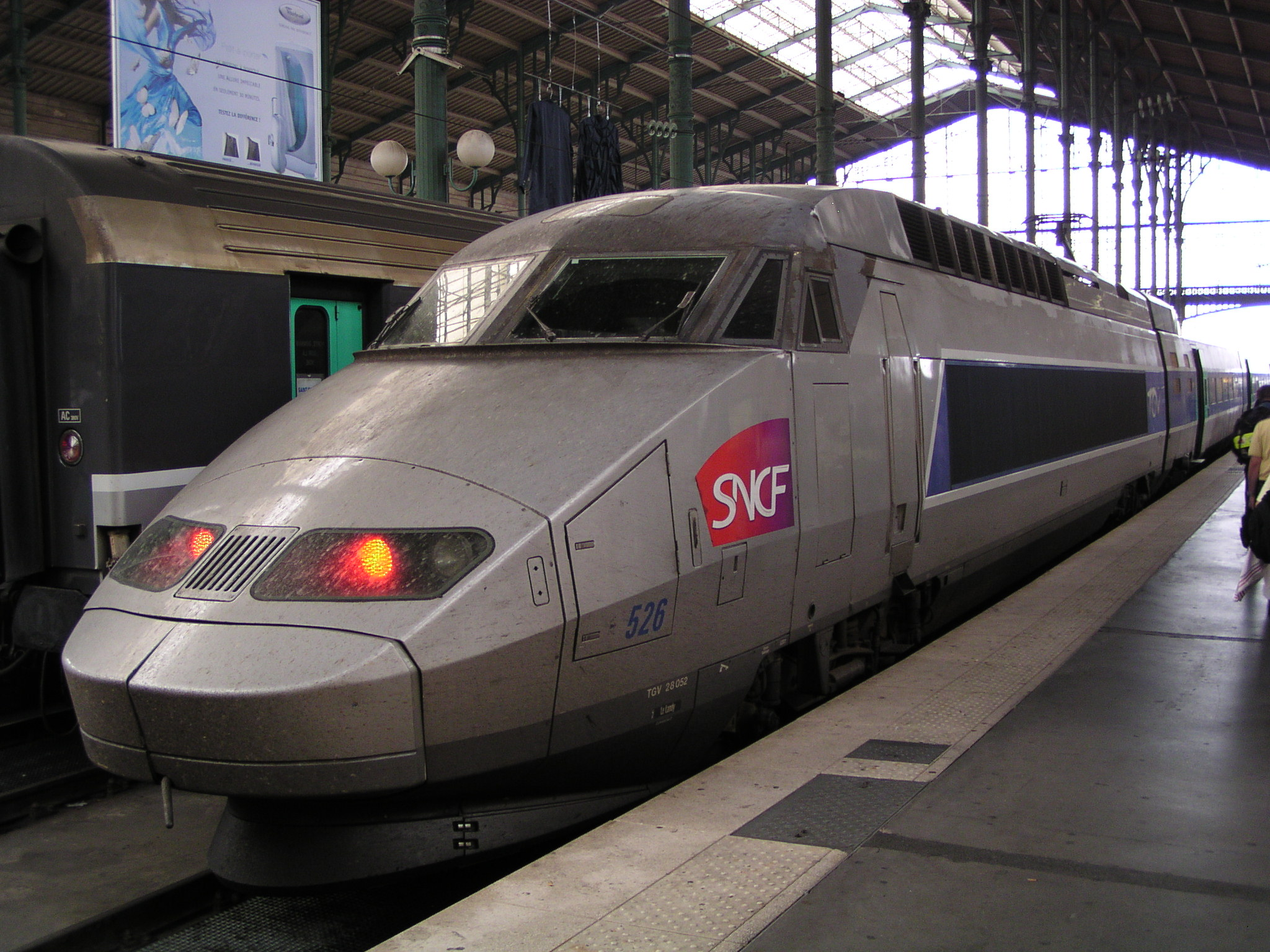
TGV-R 526 en la estación Gare du Nord de París.

La primera composición Réseau (TGV-R) empezó a funcionar en 1993. 50 composiciones bi-tensión fueron encargadas en 1990 y otras 40 tri-tensión en 1992 y 1993. Diez de los trenes tri-tensión componen Thalys y son también conocidos como Thalys PBA (París Bruselas Ámsterdam). Mientras que los trenes bi-tensión solo pueden utilizar las dos tensiones estándar de Francia (1,5 kV CC y 25 kV CA), los tri-tensión funcionan también a 3 kV CC, que es la tensión utilizada en Bélgica y otros países.
Están formados por 2 remolques de tracción que administran una potencia de 8.800 kW a 25 kV, como el TGV Atlantique, y 8 remolques de pasajeros, que suponen una capacidad de 377 plazas sentadas. La velocidad máxima es de 300 km/h. Tienen 200 m de longitud y una anchura de 2,9 m. Las configuraciones bi-tensión tienen un peso de 383 toneladas y las configuraciones tri-tensión, habilitadas para circular en Bélgica, tienen una serie de modificaciones, para respetar la máxima carga por eje de las líneas de ese país, entre las modificaciones se ha sustituido el acero por aluminio, en ejes huecos reduciendo la carga a 16 t/eje
Debido a las quejas de la incomodidad de los cambios de presión cuando se entra a gran velocidad en los túneles de la LGV-Atlantique, las composiciones Réseau ahora tienen un aislamiento de presión.

### Eurostar

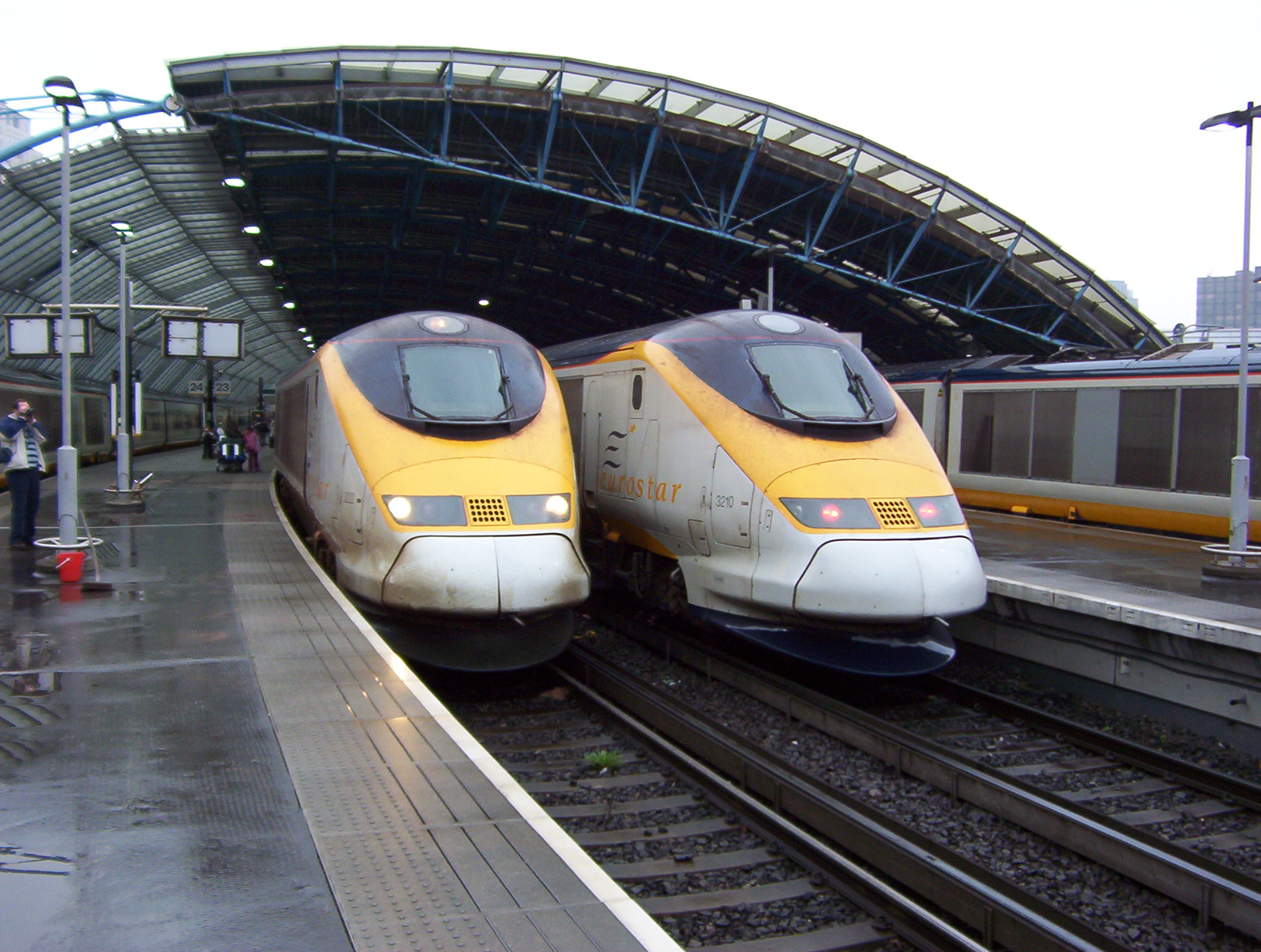
Dos unidades del Eurostar en Waterloo.

El tren Eurostar es esencialmente un TGV largo, modificado para poder funcionar en el Reino Unido y en el Eurotúnel. Las diferencias incluyen menor anchura, para poder ajustarse al gálibo británico. El diseño británico tiene motores de tracción asíncronos y una gran protección contra incendios en caso de un incendio en el túnel.
En el Reino Unido, siguiendo la clasificación TOPS que utilizan, este tren se denomina clase 373 y en las etapas de planificación del proyecto se denominaba como TransManche Super Train. Los trenes fueron construidos por GEC-Alsthom en La Rochelle (Francia), Belfort (Francia) y Washwood Heath (Inglaterra), entrando en funcionamiento en el año 1993.
Fueron construidos dos tipos:
- La configuración Tres capitales, consistente 2 cabezas tractoras y 18 remolques incluyendo dos de estos con uno de los bogies tractores.
- La configuración Norte de Londres, consistente en 2 cabezas tractoras y 14 remolques, de nuevo, con dos de estos remolques con bogies de tracción.

Todas las configuraciones de ambos tipos consisten en dos mitades idénticas no articuladas en el remolque central, de este modo, en caso de una emergencia en el Eurotúnel una de las mitades podría desacoplarse y de este modo salir del túnel. Cada mitad está numerada de un modo distinto.
Hay 38 composiciones completas, más una cabina de repuesto, de estas unidades: 16 fueron pedidas por SNCF, 4 por NMBS/SNCB y las 18 restantes por British Rail, de éstas 7 composiciones consisten en la configuración Norte de Londres. En la privatización de los ferrocarriles británicos por parte del Gobierno del Reino Unido, las composiciones de la BR fueron compradas por London & Continental Railways que es subsidiaria de Eurostar (U.K.) Ltd. que está controlada por National Express Group (40%), SNCF (35%), SNCB (15%) y British Airways (10%).
La composición Tres Capitales opera a una velocidad máxima de 300 km/h, con una potencia nominal de 12.240 kW. Tiene una longitud de 394 m con capacidad para 766 plazas sentadas y el peso es de 752 ton. La composición Norte de Londres tiene una capacidad de 558 plazas sentadas. Todos los trenes son al menos tri-tensión y son capaces de operar a 25 kV 50 Hz CA (LAVs, incluido el enlace con el Eurotúnel), 3 kV CC (líneas clásicas de Bélgica) y 750 V CC (en la red de la región sur británica que dispone del tercer carril, usado para alimentar los trenes). El sistema del tercer carril será innecesario a partir de 2007 cuando se complete la 2.ª fase del enlace con el Eurotúnel desde Londres. Cinco de los modelos Tres Capitales que posee la SNCF son cuatri-tensión añadiendo la capacidad para soportar los 1,5 kV CC de las líneas convencionales de Francia.
Tres de las Tres Capitales que posee SNCF son para uso Francés e incluso llevan los colores plata y azul de los servicios TGV. Las composiciones Norte de Londres no han sido utilizadas nunca para uso internacional, pero estaban previstas para dar un servicio directo desde el continente europeo a las ciudades del norte de Londres, usando los corredores de la costa este y el de la costa oeste, pero estos servicios nunca llegaron a fructificar por las tarifas económicas ofrecidas por las aerolíneas del Reino Unido. Unas pocas de estas composiciones fueron cedidas a la GNER para usar su servicio White Rose entre Londres y Leeds, dos de estas llevan los colores azul oscuro de GNER pero la cesión terminó en diciembre de 2005.
El actual presidente de Eurostar, Richard Brown, ha sugerido que los trenes podrían ser reemplazados por trenes de dos pisos similares a los del TGV Duplex cuando se vayan retirando. Una flota de Eurostars de dos pisos podría llevar a 40 millones de pasajeros al año entre el Reino Unido y el continente europeo, lo cual, sería equivalente a añadir una pista extra en uno de los aeropuertos de Londres.

### TGV Duplex

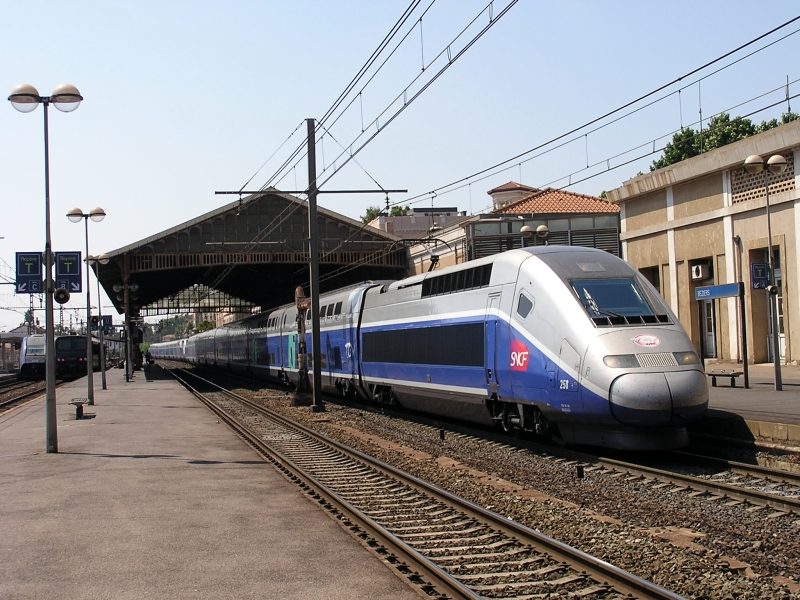
TGV Duplex

El TGV Duplex (TGV-D) fue construido para aumentar la capacidad de los TGV sin aumentar la longitud del tren ni el número de trenes. Cada remolque tiene dos pisos, con un único acceso a través de las puertas de la parte baja que se aprovechan de la baja altura de los andenes franceses. Una escalera permite el acceso al piso de arriba, donde están localizadas las pasarelas entre remolques. Esta distribución permite una capacidad de 512 asientos a cada composición (135 plazas más que los TGV-R). En las líneas más ocupadas, como la París-Marsella, salen composiciones de dos trenes con lo que se logra una capacidad de 1.024 plazas. Cada composición tienen una compartimento para el acceso con personas con movilidad reducida.
Tras una largo desarrollo que comenzó en 1988 (en el que se conocían como TGV-2NG), se construyeron en dos tandas, 30 entre 1995-1998 y 34 más entre 2000-2004. Su peso es de 386 tm, miden 200 m, cada tren se compone de 2 cabezas tractoras más 8 remolques de dos pisos. La gran cantidad de aluminio y carbono utilizada supone que la masa de éstos no es mucho mayor que de los TGV Réseau. Son también modelos bi-tensión y poseen una potencia nominal total de 8.800 kW y se les ha incrementado la velocidad máxima hasta los 320 km/h

### Thalys PBKA

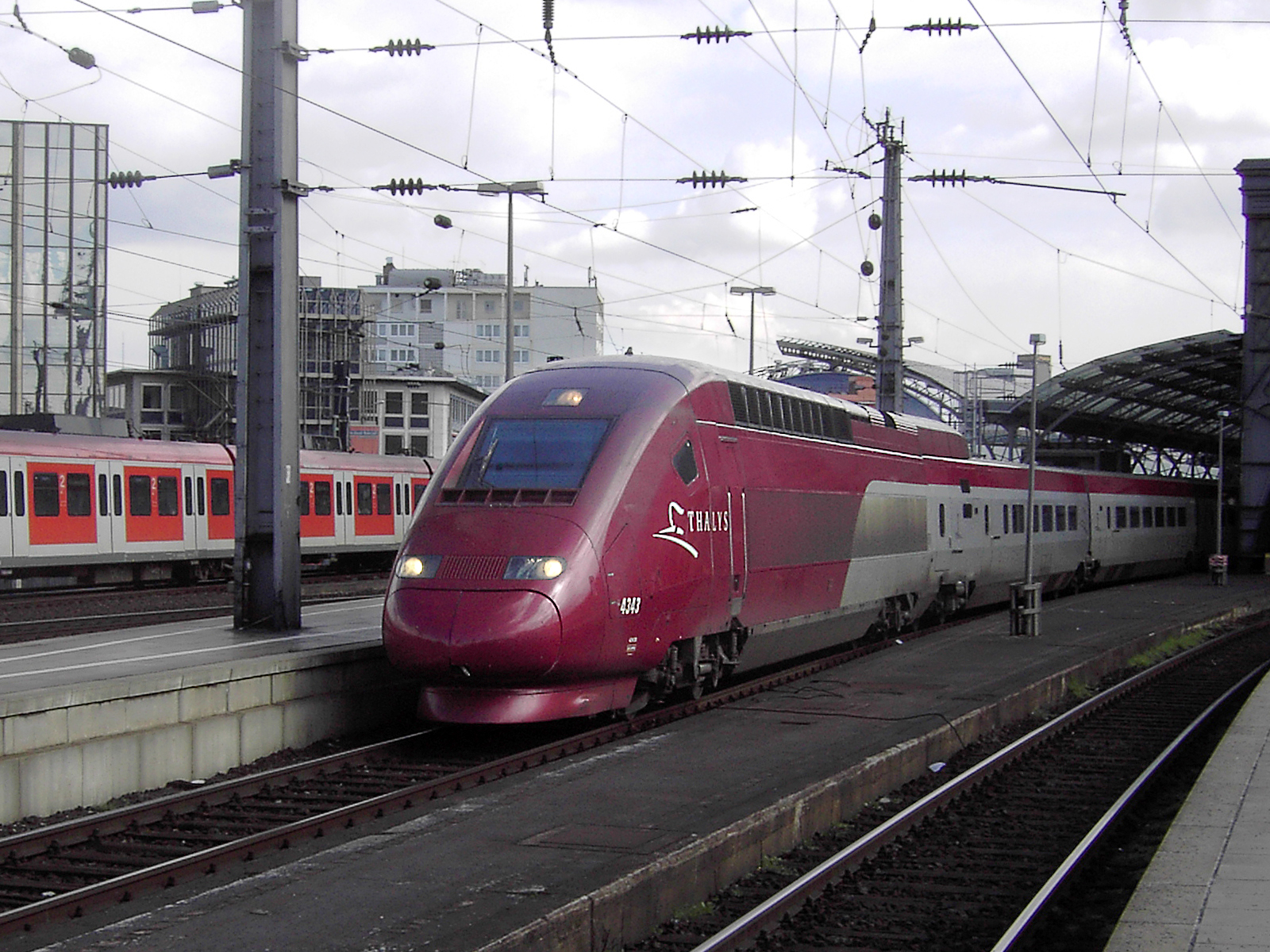
Un Thalys PBKA en Colonia.

A diferencia del Thalys PBA (París Bruselas Ámsterdam), el Thalys PBKA (París Bruselas Colonia Ámsterdam) se usa exclusivamente para los servicios Thalys. Son tecnológicamente similares a los TGV Duplex, pero en vez de soportar dos tensiones diferentes, son cuadrifásicos, pudiendo operar bajo 25 KV 50 Hz CA (línea de alta velocidad), 15 kV 16,7 Hz CA (Alemania, Suiza), 3 KV CC (Bélgica) y 1500 V CC (Líneas convencionales de Francia y Países Bajos).
Su velocidad máxima es de 300 km/h bajo la catenaria de 25 kV, pero la potencia nominal desciende hasta 4.460 kW con una pobre relación de potencia / peso en las NBS alemanas. Tienen 2 cabezas tractoras y 8 remolques con lo que su longitud totaliza en 200 m, siendo su masa total de 385 tm y su capacidad de 377 plazas sentadas.
De los 18 trenes fabricados, 9 son de SNCB, 7 de SNCF y 2 de NS. La Deutsche Bahn contribuyó financiando dos de las composiciones de SNCB.

### TGV POS
Los trenes TGV POS, destinados para París-Ostfrankreich-Süddeutschland (París-Este de Francia y Sur de Alemania) están en la fase de pruebas para ser usados en la LGV Est, actualmente están en construcción.
Los 19 trenes consisten en dos coches motores y 8 remolques del tipo TGV Réseau reconstruidos, la potencia nominal de estos trenes es de 9.600 kW y la velocidad máxima de 320 km/h. A diferencia de los TGV-A, TGV-R y TGV-D, sus motores son asíncronos-trifásicos, por lo que en caso de fallo, se puede aislar un motor individualmente en el bogie de tracción. Su peso es de 383 t

### TGV Dasye

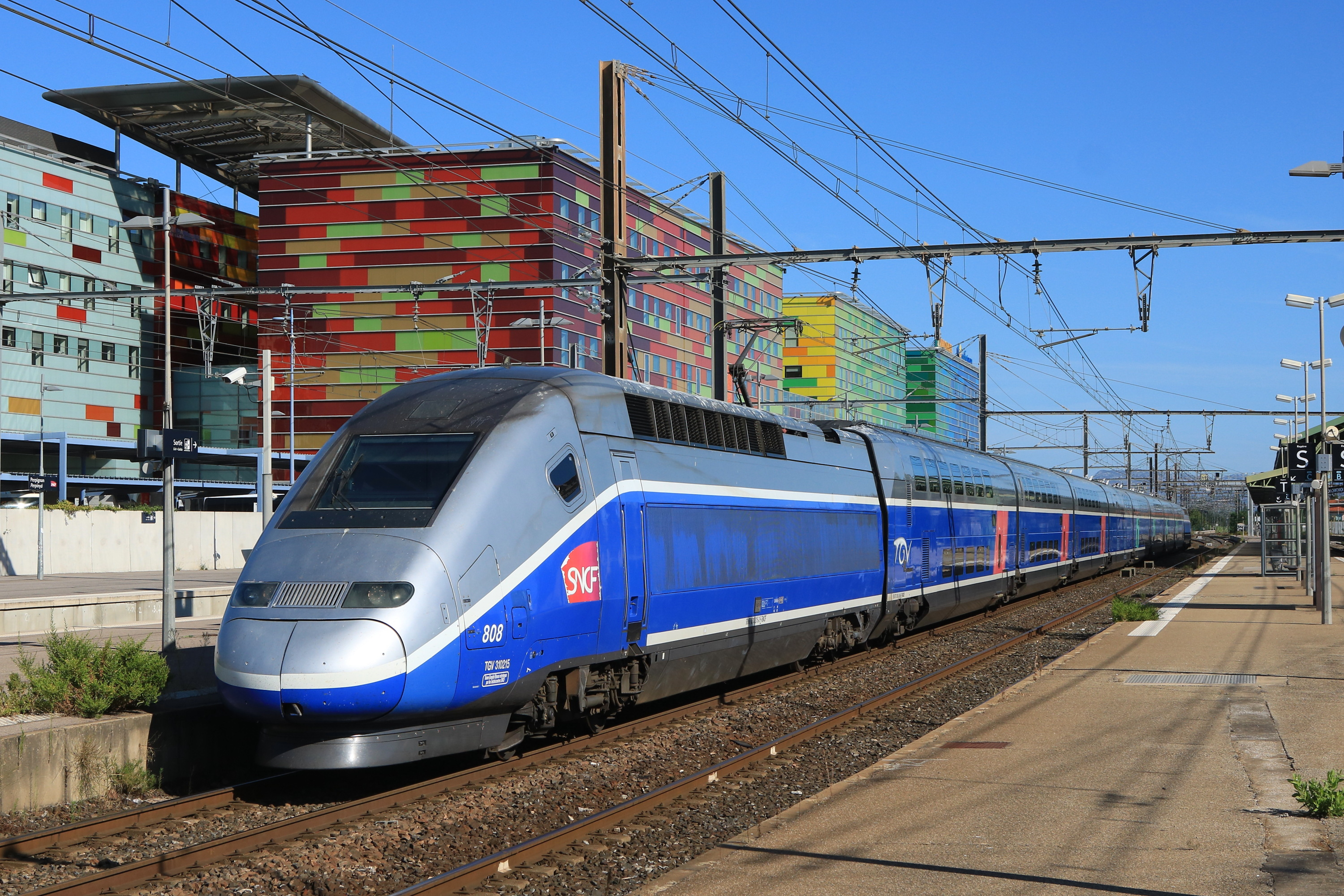
TGV 2N2 en Perpiñán.

El TGV Dasye es una evolución de la serie TGV Duplex.
Son trenes de doble piso con una velocidad máxima en servicio comercial de 320 km/h. Están pensados para cubrir servicios internacionales, ya que admiten sistemas de seguridad y electrificación que se utilizan fuera de Francia. Dasye proviene de «Duplex ASYnchrone ERTMS». Son clasificadas como serie 700 de la SNCF.

### TGV 2N2
El TGV 2N2, también denominado Euroduplex, es una nueva versión de tren de alta velocidad de la serie TGV. Sucede al TGV Dasye.

## Red de TGV

Líneas TGV (mostradas en azul y rojo) y sus conexiones con el resto de redes de alta velocidad europeas.

Francia tiene alrededor de 1.200 km de LAV construidas en los últimos 20 años, con cuatro líneas más planificadas o en construcción.

### Líneas existentes
1. LGV Sud-Est, de París-Estación de Lyon a Lyon-Perrache, la primera LAV inaugurada en 1981.
2. LGV Atlantique, de París- Estación de Montparnasse a Tours y Le Mans, abierta en 1990.
3. LGV Rhône-Alpes, extensión de la LGV Sud-Est de Lyon a Valence abierta en 1992.
4. LGV Nord de París-Estación del Norte a Lille y Bruselas y hacia Londres, Ámsterdam y Colonia, abierta en 1993.
5. LGV Interconnexion Est, unión de las LGV Sud-Est y Nord por el este de París, vía el aeropuerto CDG y Disneyland Paris, abierta en 1994.
6. LGV Méditerranée, una extensión de la línea LGV Rhône-Alpes, de Valence a Marsella con una rama de Aviñón a Nimes abierta en 2001.
7. LGV Est, de París-Estación del Este a Estrasburgo. Apertura oficial 15 de marzo de 2007 y apertura comercial 10 de junio de 2007. El tramo inaugurado en 2007 corresponde a los primeros 300 km de la línea entre Vaires-sur-Maren (cerca de París) y Baudrecourt.[8]
8. LGV Rhin-Rhône, primera fase de la rama este, de Dijon a Mulhouse, abierta en diciembre de 2011.

### Líneas en construcción
1. LGV Est, segunda fase, de Baudrecourt a Estrasburgo.
2. LGV Sud Europe Atlantique, extensión de la línea LGV Atlantique de Tours a Burdeos,
3. LGV Bretagne-Pays de la Loire, extensión de la línea LGV Atlantique de Le Mans a Rennes.
4. Circunvalación de Montpellier y Nimes, extensión de la LGV Méditerranée de Nimes a Montpellier.

### Líneas planificadas
1. LGV Rhin-Rhône, segunda fase de las ramas este y sur (Dijon-Lyon) y oeste (Dijon-LGV Sud-Est).
2. LGV Lyon-Turin, línea de Lyon a Turín, conectada a la red de TAV de Italia.
3. LGV Bordeaux-Toulouse
4. LGV Toulouse-Narbonne, conectada a la LGV Montpellier-Perpiñán, completando la línea de Burdeos a Marsella.
5. LGV Bordeaux-Frontière espagnole, línea de Burdeos a Irún vía Dax, conectada a la LAV Vitoria-Bilbao-Frontera francesa
6. Ligne nouvelle Montpellier-Perpignan, conectada a la circunvalación de Montpellier y Nimes de un lado y a la LAV Perpiñán-Figueras del otro, completando la línea de España a París.
7. Ligne Nouvelle PACA, línea de Marsella a Niza, conectada a la LGV Méditerranée.
8. LGV Poitiers-Limoges,
9. LGV Barreau Picard, (París - Amiens - Calais), cortando el rodeo de la LGV Nord-Europe vía Lille.
10. LGV Normandie, París-Ruan-Le Havre-Caen
11. TGV-ER, Línea regional Lille-Aulnoye para alta velocidad.

Ámsterdam y Colonia ya están conectadas por los TGV Thalys funcionando por líneas convencionales, aunque estas líneas están siendo mejoradas con carriles de alta velocidad. Londres también tiene servicio a través de los trenes Eurostar circulando a alta velocidad por el enlace casi terminado del Eurotúnel que será completamente funcional cuando se termine la segunda sección del enlace con el Eurotúnel en 2007.

## Tecnología TGV fuera de Francia
La tecnología de los TGV ha sido adoptada en diversos países que no están interconectados con la red francesa:
- Serie 100 de Renfe, primer modelo de AVE en España.
- Korea Train Express (KTX), la red de alta velocidad de Corea del Sur.
- Acela Express, un tren pendular de alta velocidad construido por TGV con la participación de Bombardier para los Estados Unidos que utiliza la tecnología de los motores TGV.

## Futuros TGV
SNCF y Alstom están investigando nuevas tecnologías que podrían ser usadas para el transporte de alta velocidad en Francia.
El desarrollo de los trenes TGV está buscando el modo de conseguir los Automotrice à grande vitesse (inglés:Automotrice à grande vitesse (AGV), unidades de alta velocidad autopropulsadas. El diseño incluye coches de tracción distribuida, los motores se encuentran debajo de cada remolque. Las investigaciones están orientándose hacia la producción de trenes al mismo coste que los TGV existentes, con los mismos estándares de seguridad. Pero los AGV de misma longitud que los TGV podrían tener una capacidad de 450 asientos y la velocidad sería de 350 km/h.
En pocas palabras, la idea que está siendo considerada para incrementar la capacidad de los TGV en un 10% pasa por reemplazar las coches de cabeza y cola por coches con capacidad para transportar pasajeros, al estilo del ICE-3 de la Deutsche Bahn. Todos los remolques tendrían bogies motorizados debajo del coche como sucede actualmente con el primer y último coche. Además la pérdida de potencia es menor.
Otra área que está siendo investigada es la levitación magnética. Esta tecnología requiere un coste de implantación de la tecnología maglev muy alto. Además, debería construirse una nueva red entera, ya que los trenes maglev requieren vías diseñadas específicamente para su uso. El nuevo sistema solo llegaría, previsiblemente, hasta las afueras de las ciudades.

## Seguridad
En más de dos décadas de funcionamiento de la alta velocidad, el TGV no ha tenido ninguna víctima mortal a causa de un accidente mientras circulaba a alta velocidad. Ha habido varios accidentes, incluyendo tres descarrilamientos por encima de los 270 km/h, pero en ninguna de las ocasiones volcó ningún remolque. Esto se debe en parte la rigidez del diseño articulado del tren. Ha habido, sin embargo, accidentes graves mientras el TGV circulaba sobre líneas convencionales, donde los trenes están expuestos a los mismos peligros que los trenes normales, como los pasos a nivel.

### En las líneas de alta velocidad
- El 14 de diciembre de 1992, el TGV n.º 920 procedente de Annecy con destino a París, en circulación con la rama 56, descarriló a 270 km/h en la estación de Mâcon-Loché. Previamente un frenado de emergencia rompió un eje y el bogie afectado descarriló mientras cruzaba por la entrada de la estación. Ninguno de los pasajeros del tren resultó herido, pero 25 personas que estaba esperando en el andén fueron heridas por el balasto que fue lanzado desde las vías.
- El 21 de diciembre de 1993, el TGV n.º 7150 procedente de Valenciennes con destino a París, en circulación con la rama 511, descarriló a 300 km/h en el punto de la estación de Haute Picardie antes de que fuese construida. La lluvia causó que se abriera un socavón bajo las vías. Este agujero databa de la Primera Guerra Mundial pero no había sido detectado durante la construcción de la línea. El coche motor, y los primeros cuatro remolques descarrilaron, pero la composición se mantuvo alineada con las vías. De los 200 pasajeros, solo uno resultó levemente herido.
- El 5 de junio de 2000, el Eurostar n.º 9073 procedente de París con destino a Londres, la rama 3101 en mando múltiple con la rama 3102, propiedad de NMBS/SNCB descarriló a 250 km/h en la región de Norte-Paso de Calais cerca de Croisilles. El ensamblaje de la transmisión del bogie trasero del coche motor delantero falló, desprendiéndose piezas a las vías. 4 de los 24 bogies descarrilaron y de los 501 pasajeros, 7 sufrieron heridas de diversa consideración y otros tuvieron que ser tratados por shock.

### En líneas convencionales
- El 31 de diciembre de 1983, una bomba supuestamente colocada por la organización terrorista de Carlos "el chacal" explotó a bordo del TGV procedente de Marsella con destino París, dos personas fueron asesinadas.
- El 28 de septiembre de 1988, el n.º TGV 736, circulando con la rama 70 Melun, colisionó con un camión que transportaba un transformador eléctrico de 100 tn que se había quedado atascado en un paso a nivel en Voiron (Isère). La Direction départementale de l'équipement francesa no había permitido al vehículo cruzar. El peso del camión provocó una colisión muy violenta; el maquinista del tren y una pasajera murieron y 25 pasajeros más fueron levemente heridos.
- El 4 de enero de 1991, tras un fallo en los frenos, el TGV n.º 360 perdió el control en el depósito de Châtillon. El tren fue directamente a parar a una vía desocupada y colisionó con la rampa de carga de automóviles a 60 km/h. Nadie resultó herido. El coche motor, y los dos primeros remolques fueron seriamente dañados y tuvieron que reconstruirse.
- El 25 de septiembre de 1997, el TGV n.º 7119 procedente de París con destino Dunkerque circulando con la rama 602, colisionó a 130 km/h contra una máquina de asfaltar de 70 tn en un paso a nivel en Bierne, cerca de Dunkerque. El coche motor volcó cayendo por un terraplén; los dos primeros remolques se salieron de las vías y fueron a parar contra un bosque que estaba junto a las vías. 7 personas resultaron heridas
- El 31 de octubre de 2001, TGV n.º 8515 procedente de París con destino Hendaya e Irún descarriló a 130 km/h cerca de Dax en el suroeste francés, descarrilando la rama entera La causa fue un carril roto.
- El 30 de enero de 2003, un TGV procedente de Dunkerque con destino París, colisionó a 106 km/h contra un vehículo pesado que se quedó atascado en un paso a nivel en Esquelbecq, al norte de Francia. El coche motor resultó seriamente dañada y solo descarriló un bogie. El único herido leve fue el maquinista.

Después del número de accidentes producidos en los pasos a nivel, se ha hecho un esfuerzo en eliminar todos los pasos a nivel de las líneas tradicionales usadas por los TGV. Como resultado, el trazado convencional entre Tours y Burdeos al final del a LGV Atlantique no tienen ningún paso a nivel.

## Protestas en contra del TGV
Las primeras protestas en contra de la construcción de una línea de alta velocidad en Francia ocurrieron en mayo de 1990 durante la etapa de planificación de la LGV Méditerranée. Los manifestantes bloquearon un viaducto ferroviario para protestar en contra de la ruta planificada para la línea, argumentando que la nueva línea era innecesaria y que los trenes podrían usar las líneas existentes para llegar a Marsella desde Lyon.
Lyon Turin Ferroviaire (LTF-SAS) compañía que pretende conectar el TGV a la red de alta velocidad Italiana también ha sido el objetivo de manifestaciones en Italia. Mientras la mayoría de los políticos italianos están de acuerdo con la construcción de esta línea, los habitantes de las ciudades por donde se construiría la línea están muy en contra. Las quejas de los manifestantes sobre todo se centran en el peligro de almacenar los materiales extraídos de la montaña como el asbesto y el uranio, al aire libre. Estos serios peligros para la salud podrían evitarse usando técnicas más apropiadas pero más caras, para manejar los materiales radioactivos. Se retrasó en seis meses el comienzo de las obras para estudiar otras soluciones. Un movimiento NIMBY nacional en contra del TAV italiano está tratando de alarmar a los habitantes para que critiquen y se preocupen por el desarrollo de la LAV en toda Italia.
Las principales quejas se sitúan en el ruido de los TGV al pasar cerca de las ciudades y pueblos, lo que ha llevado a la SNCF a construir pantallas de protección acústica en grandes secciones de las LAVs para reducir las molestias a los residentes, pero las protestas todavía tienen lugar donde la SNCF no ha tomado estas decisiones.